# الوليد بن خالد
الوليد بن خالد بن طلال بن عبد العزيز آل سعود (1989 - 2025) هو أحد أفراد العائلة الملكية السعودية، وابن الأمير خالد بن طلال بن عبد العزيز آل سعود. يُعرف إعلاميًا بلقب "الأمير النائم"، وذلك بسبب دخوله في غيبوبة منذ عام 2005 إثر تعرضه لحادث مروري أثناء دراسته في الكلية العسكرية، مما أدى إلى إصابة في الدماغ.

## النسب
الوليد هو الابن البكر للأمير خالد بن طلال بن عبد العزيز آل سعود، وحفيد الأمير طلال بن عبد العزيز آل سعود، وينتمي إلى آل سعود، العائلة الحاكمة في المملكة العربية السعودية. وهو أيضًا ابن شقيق رجل الأعمال الأمير الوليد بن طلال.

## الحادث والغيبوبة
في عام 2005، تعرّض الأمير الوليد لحادث مروري أثناء تدريبه في الكلية العسكرية. تسبب الحادث في إصابته بنزيف دماغي حاد، ودخل على إثره في غيبوبة تامة.

## الرعاية الطبية
منذ دخوله في الغيبوبة، خضع الوليد لرعاية طبية دقيقة في غرفة خاصة، معتمدًا على أجهزة دعم الحياة مثل التنفس الصناعي والتغذية الأنبوبية. وقد أشار والده إلى أن التقارير الطبية لم تسجل تغيرًا جذريًا في حالته، لكن الأسرة لاحظت حركات بسيطة في اليد أو القدم بين الحين والآخر، واعتُبرت تلك الحركات علامات استجابة عصبية.

## موقف الأسرة
أكّد والده الأمير خالد بن طلال بن عبد العزيز آل سعود، أكثر من مرة تمسكه بالأمل في شفاء ابنه، ورفضه رفع الأجهزة الطبية عنه، قائلاً إن "الله وحده من يحيي ويميت"، وإنه لا يرى في استمرار إبقاء الأجهزة تدخلًا في القضاء والقدر، بل صبرًا على البلاء.

## التفاعل الإعلامي
حظيت حالة الأمير الوليد بتغطية واسعة من الإعلام السعودي والعربي، خاصة مع تداول فيديوهات تُظهر حركات محدودة قام بها الأمير خلال السنوات الأخيرة، أبرزها تحريك يده استجابة لطلب من والده.

## التأثير المجتمعي
أثارت قصة الأمير الوليد اهتمامًا وتعاطفًا شعبيًا، وأصبح يُنظر إليه بوصفه رمزًا للصبر والإيمان. ودعا الكثيرون له بالشفاء عبر مواقع التواصل الاجتماعي، فيما اعتبره آخرون نموذجًا لثبات الأسرة وتمسكها بالأمل رغم قساوة التجربة.

## الألقاب الإعلامية
لُقّب بـ "الأمير النائم" من قبل وسائل الإعلام والجمهور، وهو لقب غير رسمي لكنه أصبح ملازمًا لاسمه في التغطيات الإخبارية ومواقع التواصل الاجتماعي، وتم تداوله على نطاق واسع داخل السعودية وخارجها.